# Justice (toneelstuk)
Justice is een toneelstuk van de Britse schrijver John Galsworthy.

## Toneelstuk
Galsworthy voltooide het toneelstuk in 1910. Het stuk maakte deel uit van een campagne om de situatie in gevangenissen te verbeteren. Er zijn rollen voor advocaten, gevangenisdirecteur, priester en gevangenen. De plot bestaat uit een klerk die gevangen wordt gezet vanwege het vervalsen van een cheque ten behoeve van een dronken vrouw. 
In 1917 werd het verfilmd als stomme film door Maurice Elvey. 

## Muziek
Vanaf 6 april 1922 kreeg het toneelstuk een aantal voorstellingen onder de titel Retfærdighet in het Nationaltheatret in Oslo. In 1926 werd het daar nog een aantal keren uitgevoerd onder de titel Gentlemen. De voorstellingen in 1922 werden begeleid door muziek die was uitgezocht door de huiscomponist en -dirigent Johan Halvorsen. Halvorsen gebruikte daartoe de volgende muziek:
- Franck Smith: Fatum, prelude
- Edward MacDowell: Sea pieces opus 55, To the sea (til havet)
- Edward Elgar : Salut d'amour
- Richard Wagner: Lohengrin, passage Trein naar Münster.

Franck Smith bleek achteraf een pseudoniem van Halvorsen. Tegenwoordig gaat men ervan uit dat Fatum verloren is gegaan alhoewel het in de jaren ’20 van de 20e eeuw door Halvorsen vaker werd gebruikt voor muzikale omlijstingen. Omdat het werk verloren is gegaan, is het ook onduidelijk of de muziek een voorloper is geweest van Halvorsens Tweede symfonie, die als bijtitel 'Fatum' kreeg.  